# Гайнанов, Сайдль Абрар
Сайдл Абрар Гайнанов (Сергей Александрович) — советский металлург, Герой Социалистического Труда.

## Биография
Родился в 1911 году в Красноярске . В 1919 году в результате гражданской войны семья его оказалась в Чите. В 1930 году окончил школу в Чите. В 1936 году окончил Томский химико-технологический институт.
C 1936 работал в коксохимическом производстве КМК. С 1943 — начальник углеподготовки Коксохимпроизводства КМК. С 1960 года — начальник коксохимического произваодства КМК.
В 1961 году перешёл на Западно-Сибирский металлургический комбинат. C апреля 1961 года — заместитель директора — начальник коксохимического производства ЗСМК. В 1966 году ему было присвоено звание Герой Социалистического Труда.
В 1973 году ушел с ЗСМК на пенсию. До 1974 года работал в УКС. С 1978 года проживал в Новосибирске.
Умер в 1982 году.